# Religia w gminie Żegocina
Religia w Gminie Żegocina – artykuł przedstawia historię działalności wspólnot wyznaniowych działających na terenie gminy Żegocina.
Największą dominującą wspólnotą religijną w gminie Żegocina są wyznawcy kościoła rzymskokatolickiego.

## Kościół rzymskokatolicki
- Metropolia krakowska, Diecezja tarnowska, Dekanat Lipnica Murowana.

1. Parafia św. Mikołaja Biskupa w Żegocinie. Utworzona w 1293 roku przez Zbigniewa Żegotę. W 1896, za proboszczowania ks. Jakuba Janczego wybudowano nowy kościół pw. św. Mikołaja Biskupa.
2. Parafia Matki Bożej Nieustającej Pomocy w Łąkcie. Utworzona w 1986 roku z inicjatywy ks. Antoniego Poręby. W 1990 zakończono budowę kościoła.
3. Kościół św. Jakuba w Rozdzielu. Filialny kościół parafii Żegocina. Drewniany, gotycki, z 1563 roku, w 1986 przeniesiony do Rozdziela.